# Retard économique
Parallèlement aux idéologies du progrès puis de la compétitivité qui se sont fortement développées respectivement aux XVIIIe siècle et XXe siècle, l'idée qu'un pays ou une civilisation pouvait être « en retard » s'est développée et a justifié divers actes politiques ou postures philosophiques ou statistiques.
Un discours plus ou moins stéréotypé et de multiples théories sur le retard (le retard du tiers-monde, le retard de la France, le retard de la recherche ou de certains secteurs marchands, etc.) se sont développés chez certains économistes et dans le monde politique, certains auteurs devenant « tardophiles » ou « tardophobes » selon leur attrait pour le concept de retard.
Julie Bouchard, dans sa thèse, note que le thème du retard et celui de l'obligation de le rattraper a été un élément très normatif du discours et des politiques scientifiques et technologiques de la fin du XXe siècle.
Julie Bouchard distingue au travers de quatre grands « régimes de normativité » et jugements de valeur quatre types de retards :
1. fondé sur l'idée du progrès et de la science pour eux-mêmes ;
2. fondé sur l'idée d'une interdépendance entre Science et/ou disciplines scientifiques et la société ;
3. fondé sur la comparaison géographique (« géocomparaison ») ;
4. fondé sur l'objectif administratif ou managérial.

Cette notion semble s'être développée à tous les niveaux de la société, jusqu'aux niveaux des États, groupes d'États (Europe, etc.) et de l'ONU, Banque mondiale, FAO, des élites, l'institutionnalisation de la comparaison internationale et la mise en place d'un dispositif intellectuel qui la sert : les statistiques sur la science et la technologie.
Dans le cadre d'une économie de plus en plus mondialisée, rattraper le retard est un des arguments économiques utilisés pour justifier certaines délocalisations ou pressions de management[réf. nécessaire].